# Condado de Rich
O Condado de Rich é um dos 29 condados do Estado norte-americano do Utah. A sede do condado é Randolph, que é também a sua maior cidade. O condado possui uma área de 2813 km², uma população de 2264 habitantes, e uma densidade populacional de 0,7 hab/km² (segundo o censo nacional de 2010). O condado foi fundado em 1868.